# Colonna sonora di Gossip Girl

## Prima stagione

### Buongiorno Upper East Side
1. Young Folks - Peter Bjorn and John
2. If It's Lovin' That You Want (Part 2) - Rihanna feat. Cory Gunz
3. What Goes Around...Comes Around - Justin Timberlake
4. The Gift - Angels & Airwaves
5. Diamond Hipster Boy - Washington Social Club
6. Concerto In G - Antonio Vivaldi
7. 99 Percent - Mooney Suzuki
8. Bounce With Me - Kreesha Turner
9. Back to Black - Amy Winehouse
10. Space For Rent - Who Made Who
11. Send You Back - Matthew Dear
12. Photograph - AIR
13. Joyful Waltz - Zdenek Bartak
14. Hang Me Up To Dry - Cold War Kids
15. Time Won't Let Me Go - The Bravery
16. Hard to Live in the City - Albert Hammond Jr
17. The Way I Are - Timbaland ft Keri Hilson & D.O.E.
18. Go - Hanson
19. Don't Matter - Akon
20. Knock Knock - Lyrics Born:

### Il brunch selvaggio
1. Hit Me Up - Gia Farrell
2. Stick With Me, Kid - The Broken Remotes
3. Shut Up & Drive - Rihanna
4. When Did Your Heart Go Missing - Rooney
5. Brandenberg Concerto No.3 in G Major BWV 1048: I. Allegro - Bach
6. The Ballad Of Gus & Sam - Ferraby Lionheart
7. Tell Me ‘Bout It - Joss Stone
8. The Queen & I - Gym Class Heroes
9. Believe - The Bravery

### La mia peggior amica
1. Glamorous - Constance Billard Choir (originally by Fergie)
2. I Got It from My Mama – will.i.am
3. Can't Be Happening - The Marlows
4. Raise Your Hand (Lifeblood Remix) - The Lights:
5. I Feel It All - Feist
6. Dusk Till Dawn - Ladyhawke: scena del party "Ivy League"

### Che botte se incontri Blair
1. Moon River - Henry Mancini
2. Make It Bounce - Invisible Man
3. The Focus - X5 ft Mr. Tang
4. Tambourine - Eve ft Swizz Beatz
5. Candy Store - Miss Eighty 6
6. Till the Sun Comes Up - Miss Eighty 6
7. Until You Can't - Alana D
8. Bounce Back - Early Earl ft Miss Eighty 6
9. Habanera (tratto dalla Carmen) - Bizet
10. Moon River - Henry Mancini
11. Beautiful Girls - Sean Kingston

### Dare devil
1. There's A Pot Brewin' - Little Ones
2. Brandenberg Concerto numero 3 - Bach
3. Rockstar - Prima J
4. Came To Dance - Cadence Blaze
5. Jezebel - Two Hours Traffic
6. Whine Up - Kat Deluna ft Elephant Man
7. I'm Doing It Again - All Wrong & The Plans Change
8. Mama, I'm Coming Home - Ozzy Osbourne
9. Get Ur Party On - Zooland
10. Something Like That - Tim

### Il racconto dell'ancella
1. Kiss, Kiss - Yeah Yeah Yeahs
2. Guess Who (Parov Stelar Remix) - Nekta
3. Take It To The Top - 5 Alarm
4. The La La Song - Sofi J
5. Nasty Funky Crazy - Becca Styles
6. Ring a Ling - Miss Eighty 6
7. Timebomb - Beck
8. Happy Ending - Mika

### Victor, Victrola
1. Stripper - Sohodolls
2. So They Say - Classic
3. Ballad Of An Easy... - David McConnell
4. Release - Miss Eighty 6
5. Second Hand Lovers - John Ralston
6. Just Love - Harry Warren
7. Photograph - AIR
8. Girl I Told Ya - Valeria ft Aria
9. Stripper - Sohodolls
10. Whatever (Folk Song In C) - Elliott Smith
11. With Me - Sum 41

### Un compleanno da ricordare
1. One Week Of Danger - The Virgins
2. Birthday Song - The Shapes
3. One Week Of Danger - The Virgins
4. Love Is Colder Than Death - The Virgins
5. Rich Girls - The Virgins
6. Whenever We Finish - Two Hours Traffic
7. Nice Buddy - Puffy AmiYumi
8. How We Breathe - Pinback
9. Fernando Pando - The Virgins
10. Free Bird - Lynyrd Skynyrd
11. Inside Out - Miss Eighty 6
12. How Does It Feel? - Eskimo Joe
13. Kissing Song - Dawn Landes
14. Radio Christiane - The Virgins
15. One Week Of Danger - The Virgins

### La torta ti fa bella
1. Promiscuous - Nelly Furtado ft Timbaland
2. Recurring - Bonobo
3. Here We Go Again - OK Go
4. Grand Opening - Will Dailey
5. La ritournelle (Mr. Dan's Magic Wand Mix) - Sebastien Tellier
6. Today - Stickboy
7. Nolita Fairytale - Vanessa Carlton

### Amori in corso
1. Comin' Home Baby - Mel Torme
2. You're A Wolf - Sea Wolf
3. Pretty Please - Lissa
4. N/D. Ora del te
5. What For - Rooney
6. Secret - The Pierces (live durante il ballo)
7. What For - Rooney
8. Three Wishes - The Pierces
9. Apologize - Timbaland feat. OneRepublic

### Un fidanzato tutto suo
1. Santa Baby - Constance Billard Choir
2. O Christmas Tree - The Plush Interiors
3. Stuck For The Summer - Two Hours Traffic
4. Christmas Alphabet - The McGuire Sisters
5. Christmakwanzakah - The Dan Band
6. Deck The Halls - The Republic Tigers
7. The General Specific - Band of Horses
8. All That I Want - The Weepies

### Bugie e videotape
1. Ooh Yeah - Moby
2. Someone Great - LCD Soundsystem
3. Come Flash All You Ladies - The Filthy Youth
4. Orange - The Filthy Youth
5. Autumn Pink - Harry Warren
6. Breakfast In NYC - Oppenheimer
7. Come Home - OneRepublic
8. Romantic Pieces, Opus 75 - Dvorak
9. Piano Quartet in G Minor - Mozart
10. Cross The River - LaRocca

### La sottile linea tra Chuck e Nate
1. Got Your Number - Nadia Oh
2. The Dark Side Of Indoor Track Meets - Falling Up
3. You'll Change - Machine Translations
4. Where There's Gold - Dashboard Confessional
5. The Air We Breathe - The Figurines
6. Goodbye - Dan Cray Trio
7. Happily Never After - Nicole Scherzinger

### Vite da strega
1. Moon River - Henry Mancini.
2. Eucalyptus - The Deadly Syndrome.
3. Feeling Better - The Teenagers.
4. Back Seat Taxi - Silver Moneyl.
5. Drive Me Crazy - Miss Eighty 6.
6. On The Run - Classic.
7. Rippin' Up The Disco - Kylie Minogue.
8. Sour Cherry - The Kills.

### Cercasi Serena disperatamente
1. Panic - Phantom Planet
2. Campus - Vampire Weekend
3. Crimewave - Crystal Castels
4. Elevator - Flo Rida
5. Shut Up and Let Me Go - The Ting Tings

### Tutto su mio fratello
1. Say (All I Need) - OneRepublic
2. Paralyzer - Finger Eleven
3. U.R.A. Fever - The Kills.
4. Shut Up Let Me Go - The Ting Tings

### Ragazze sull'orlo di una crisi di nervi
1. Cities in the Dust - Junkie XL feat. Lauren Rocket
2. Off the Wall - Cham Pain
3. Fight Song - The Republic Tigers
4. Stay - The Lisa Loeb
5. Hook and Line - The Kills

### Molto terrore per nulla
1. Beautiful World - Carolina Liar
2. Do You Wanna - The Kooks
3. Time To Pretend - MGMT
4. The Ice Is Getting Thinner - Death Cab for Cutie

## Seconda stagione

### Estate, un meraviglioso batticuore
1. Reverse Of Shade - The Windupdeads
2. Fell In Love Without You - Motion City Soundtrack
3. Paparazzi - Lady Gaga
4. Buzzin' - Shwayze
5. Crazy - Jem
6. "Break it down"- Alana D

### Mai stata accusata
1. New York, I Love You But You're Bringing Me Down - LCD Soundsystem
2. Creator - Santogold
3. Boy In a Rock and Roll Band - The Pierces
4. Tell Me a Lie - The Fratellis
5. Cat Piano - Seabear
6. Move On - Wes Hutchinson

### La notte oscura
1. Lights Out - Santogold
2. It's a Lot - The 88
3. Like Knives - The Fashion
4. I Can Feel a Hot One - Manchester Orchestra
5. Closer - Ne-Yo

### Ex-files
1. Electric Feel - MGMT
2. Buildings and Mountains - The Republic Tigers
3. Shove It - Santogold
4. Good Day - Nappy Roots
5. Morning Tide - The Little Ones
6. The Observer - Chris Chavez
7. Please Remain Calm - Cloud Cult

### Serena risorge ancora
1. Raise the Dead - Phantom Planet
2. Poker Face - Lady Gaga
3. This Ship Was Built to Last - The Duke Spirit
4. Made Concrete - The Republic Tigers
5. Fille Atomique - Nous Non Plus
6. NYC Gone Gone - Conor Oberst

### Il nuovo paradiso può attendere
1. White Diamonds - Friendly Fires
2. The Rain In Spain - Julie Andrews
3. The Wake Up Song - The Submarines
4. Wooden Heart - The Duke Spirit
5. Time Is Running Out - The Section Quartet
6. Dragstrip Girl - Jamie Blake

### Chuck nella vita reale
1. Take Back the City - Snow Patrol
2. One Week of Danger - The Virgins
3. Snowflakes - White Apple Tree
4. Psychotic Girl - The Black Keys
5. Sea Out - Guillemots

### Dillo con parole tue
1. Crash & Burn Girl - Robyn
2. Partie traumatic - The Black Kids
3. With light therels hope - Princess One Point Five
4. Walking in the streets - Mad Staring Eyes
5. Robot Talk - Alain Whyte
6. How Soon Is Now? - t.A.T.u.
7. Dark is on fire - Turin Brakes

### La baby sitter
1. "Robot Talk" - Alain Whyte
2. "How Soon Is Now?" - t.A.T.u.
3. "Dark Is On Fire" - Turin Brakes.
4. "Sheena Is A Punk Rocker" - Thurston Moore and Jemina Pearl
5. "The Host's A Parasite" - The Henry Clay People
6. "The Air Is All Around You, Baby" - Porterville
7. "Somos Un Papel" - Kinky
8. "At The Club" - Alain Whyte
9. "The Moment's Over" - Death Ray
10. "No New Tales To Tell" - Love an Rockets

### Il falò delle vanità
1. "Let You Down" - Alain Whyte
2. "Sex On Fire" - Kings of Leon
3. "Wake Up There's A..." - Doug Burr
4. "Closer" - Kings of Leon
5. "Echo" - Cyndi Lauper
6. "Be Somebody" - Kings of Leon
7. "Manhattan" - Alain Whyte
8. "What Is A Life" - Youth Group
9. "Shooting War" - We Know Plato

### I meravigliosi Archibald
1. "My Only Offer" - Mates of State
2. "Bad Man's World" - Jenny Lewis
3. "Ice Cream Shout Version" - Sound of Arrows
4. "I'm A Slave 4 U" - Britney Spears
5. "Reasons to Sing" - The Crash

### Una meravigliosa bugia
1. "Lady jesus" - The Asteroids Galaxy Tour
2. "Sexual Riot" - The Metros
3. "Steady" - Alain Whyte
4. "The Sun Ain't Shining..." - The Asteroids Galaxy Tour
5. "Breakdown" - Dearheart
6. "I Had To Turn Out All..." - The Asteroids Galaxy Tour
7. "Hero" - The Asteroids Galaxy Tour

### Amori in corso
1. "Signs" - Bloc Party
2. "The Mourning Son" - Xu Xu Fang
3. "Everytime" - Lincoln Hawk
4. "Biko" - Bloc Party
5. "These Days" - Xu Xu Fang
6. "Slow Show" - The National

### Nel regno dei Bass
1. "No One Does It Like You" - Department of Eagles
2. "Who's Crying" - The Temporary Thing
3. "Like A Spoke on a Wheel" - The Little Ones
4. "Scarlet" - Magic Bullets
5. "I'm Not Cool" - Sohodolls
6. "Mayday" - Unkle feat. The Duke Spirit
7. "Ricochet!" - Shiny Toy Guns
8. "My Crown" - The Sugar Migration
9. "E.S.T." - White Lies

### Via col testamento
1. "Mirror Error" - The Faint
2. "No, You Girls Never Know" - Franz Ferdinand
3. "Watchmen, What's Left..." - Greycoats
4. "If You Could See Me Now" - Dan Crey Trio

### L'ammissione a Yale
1. "Mexican Dogs" - Cold War Kids
2. "Against Privacy" - Cold War Kids
3. "The Double" - We Fell To Earth

### Conoscenza carnale
1. A New Day - will.i.am
2. Evil In -
3. With a Heavy Heart (I Regret to Inform You) - Does It Offend You, Yeah?

### L'età dell'innocenza
1. "Hong Kong Garden" - Siouxsie & The Banshees
2. "North London Trash" - Razorlight
3. "Kiss Me at the Gate" - The New Monarchs

### Il nonno
1. "Be Alright"- Vienne.
2. "Kids"- MGMT.
3. "Band-Air for a Fracture"- One Silver Astronaut.
4. "I Can Make You Feel It"- Home video.

### Quel che resta di J
1. "Baby Boombox"- The Handcuffs.
2. "Gone away"- Sorta.
3. "Money Honey"- Lady Gaga.
4. "The Tricky Part"- Two Hours Traffic.
5. "Dance Till Dawn"- Hearts Revolution.
6. "Hit Form The (Radio Edit)"- Mongrel.
7. "Lights Off"- The Dears.

### Cena pasquale
1. "Graffitti Eyes"- Stellastarr.
2. "Is You Is Or Is You...(Remix)"- Dinah Washington.
3. "Whatever Lola Wants (Remix)"- Sarah Vaughan and Gotan Project.
4. "Right Round"- Flo Rida.
5. "Runaway"- Yeah Yeah Yeahs

### I gentiluomini del sud preferiscono le bionde
1. "Some How"- Downsyde.
2. "Waters Of March"- Anya Marina.
3. "Is this Sound Ok?"- Coconut Records.
4. "Your Way"- Xu Xu Fang.
5. "URA Fever"- The Kills.

### L'ira della truffa
1. "Oh Oh Oh Oh Oh"- Say Hi.
2. "Heart's a Mess"- Gotye.

### Ragazze della Valley
1. "Destination Unknown" - Missing Persons.
2. "I want a New Drug" - Huey Lewis & The News.
3. "Mirror In the Bathroom" - The English Beat.
4. "I Melt With You" - Modern English.
5. "Dancing With Myself" - Billy Idol.
6. "Stand qnd Deliver" - No Doubt.
7. "52 Girls" - B-52's.
8. "I Hate the Rich" - The Dills.
9. "Blue Monday" - New Order.
10. "The Safety Dance" - Men Without Hats.
11. "Prom Theme" - Fountains of Wayne
12. "Just can't get enough" - Depeche Mode

### Arrivederci Gossip Girl
1. "The Future Is Where" - The Hotpipes.
2. "The Stars Just Blink for Us" - Say Hi.
3. "Season of Love" - Shiny Toy Guns. Chuck si dichiara a Blair
4. "I just Wanna Be Free Man" - The Handcuffs.
5. "Zero" - Yeah Yeah Yeahs.
6. "November Was White..." - Say Hi.
7. "The Summer" - Coconut Records.

## Terza stagione

### Inversione di fortuna
1. "No Sex For Ben" - The Rapture.
2. "Something We're Becoming" - Time Machine.
3. "Plastic Jungle" - Mike Snow.
4. "Don't Slow DOwn" - Matt & Kim.
5. "Oh! Forever" - Brakes.

### La matricola
1. "Embers" - Just Jack (inizio episodio: i ragazzi si preparano per il primo giorno di college)
2. "Problems with Authority" - Names in Vain.
3. "Good girls go bad" - Cobra Starship. ft. Leighton Meester.
4. "Hot mess" - Cobra Starship

### Il ragazzo perduto
1. "Check The Score" - The World Record.
2. "Weld at the Seams" - The Broken Remotes.
3. "Ready for the Floor" - Lissy Trullie.
4. "Animal" - Miike Snow.
5. "Animal" - Miike Snow (Mark Ronson remix).

### Una star all'università
1. "Black Champagne" - The Starlight Mints.
2. "Perfect in My Mind" - Magic Bullets.
3. "Summer Job" - Art Brut.
4. "I get Down" - All Wrong And The Plans Change.
5. "Staying is Hard" - Almost Charlie.
6. "Dance Like Michael Jackson" - Far East Movement.
7. "Moth's Wings" - Passion Pit.

### Le nozze di Rufus
1. "Lessons Learned" - Matt & Kim.
2. "Antenna" - Sonic Youth.
3. "Lisztomania" - Phoenix.
4. "Lost in City Lights" - The New Cities.
5. "Star Power" - Sonic Youth.

### Eva contro Eva
1. "Achin' to Be" - The Replacements.
2. "Home" - Edward Sharpe and the Magnetic Zeros (Blair chiede perdono a Chuck)
3. "I'm in Love with Your Rock 'n' Roll" - Kish Mauve.
4. "We're All the Same" - Meeting Places.
5. "Wings Undone" - Meeting Places.
6. "Strangers" - Dirty Secrets.
7. "Unfinished Business" - White Lies.
8. "The Gentle Rain (RJD2 Remix)" - Astrudo Gilberto.

### Come diventare un perfetto Bass
1. "Strictly Game" - Harlem Shakes.
2. "I Saw You Walk In" - Scotland Yard Gospel Choir.
3. "In Transit (Revisited)" - Albert Hammond Jr.
4. "Show Stopper" - Peaches.
5. "Freshman" - Hollywood Holt.
6. "Nike Town" - Son of Dave.
7. "People C'mon" - Delta Spirit.

### Il nonno: parte II
1. "I Could Rob You" - The Plasticines.
2. "Cyclone" - Quitzow.
3. "Damn You Hollywood" - Fred.
4. "The Nerve (Dance Remix)" - The Republic Tigers.
5. "Hollywood (Clean)" - Hollywood Holt.
6. "Two Left Feet" - Anya Marina.
7. "Take You Out" - Estate.
8. "Everything is Shattering" - Maps.
9. "I See You" - Mika.

### Il ballo delle debuttanti
1. "Bitch" - Plastiscines.
2. "I Am Down" - Plastiscines.
3. "Questions & Panthers" - One for the Team.
4. "Saga" - Basement Jaxx (feat. Santogold).
5. "Somebody to Love (feat. Robin Thicke)" - Leighton Meester.
6. "Whatever You Like" - Anya Marina.
7. "Bows & Arrows" - Immoor.
8. "Underneath My Skin" - Stella Project.
9. "Ready to Freak" - Stella Project.
10. "Play to Win" - Classic.

### Triangoli amorosi
1. "Boys and Girls" - Thecockandbullkid.
2. "Dance in the Dark" - Lady Gaga.
3. "Bad Romance" - Lady Gaga.
4. "Telephone (featuring Beyoncé)" - Lady Gaga.
5. "Fillin' in the Space" - Needers & Givers.
6. "It's Natural to Me" - Magic Bullets.
7. "Bombay" - Magic Bullets.
8. "Over & Out" - Estate.
9. "Lies for the Truth" - Jason Diaz.

### Verità svelate
1. "White Sky" - Vampire Weekend.
2. "Last Dance" - The Raveonettes.
3. "Cool Yourself" - Thao.
4. "Whatcha Say" - Jason Derulo.
5. "The Only Exception" à Paramore.

### Il fantasma di Bart
1. "Suicide" - The Raveonettes.
2. "Empire State of Mind" - Jay-Z (featuring Alicia Keys).
3. "Click Click Click" - The Rosebuds.
4. "Slient Night" - Nico Stai.
5. "Right Where They Left" - White Rabbits.
6. "Too Late" - M83.

### Il medaglione pieno di dolore
1. "Janglin" - Edward Sharpe and the Magnetic Zeros
2. "Go Away" - The Breakups
3. "At War With The Sun" - The Big Pink
4. "Spirit Horse" - Seawolf
5. "Crystalized"- The XX
6. "Map of the World" - Monsters of Folk
7. "Wild Wolves" - Athlete

### Il mistero della signora riapparsa
1. "Left and Right in the Dark"- Julian Casablancas
2. "She's on the Move" - Far East Movement
3. "Out of the Blue" - Julian Casablancas
4. "Ludlow" - Julian Casablancas
5. "11th Dimension" - Julian Casablancas
6. "Dog Days Are Over" - Florence + The Machine
7. "Secrets" - OneRepublic

### La prima volta
1. "Rockstar 101" - Rihanna feat. Slash
2. "So Light is Her Football" - AIR
3. "I've Had The Time Of My Life" - Bill Medley & Jennifer Warnes
4. "Good Life" - OneRepublic
5. "I Party (DJ Wool Remix)" - Fast Movement
6. "Trampled Youth" - Kid A
7. "Gospel" - The National

### L'impero colpisce ancora
1. "Run" - Vampire Weekend.
2. "Try to Find" - Danica.
3. "Between Two Lungs" - Florence + the Machine.
4. "Not Exactly" - Deadmau5.
5. "Hi Fiend" - Deadmau5.
6. "FML" - Deadmau5.
7. "I Remember" - Deadmau5 & Kaskade.
8. "Go Hand or Go Home" - Megha Man.
9. "Hollywood" - Hollywood Holt.
10. "Animal" - Far East Movement.
11. "Falling Down" - Scarlett Johansson.

### Bass-tardi senza gloria
1. "Everything, Everyday, Everywhere" - Fabolous featuring Keri Hilson.
2. "Pop the Glock" - Uffie.
3. "Heart" - Bertie Blackman.
4. "Bored" - The Shoes (mentre tutti partecipano al gioco dell'assassino)
5. "Caked Up" - Hot Pink Delorean featuring Hollywood Holt.
6. "Brains!" - Hollywood Holt.
7. "This World" - The Scotland Yard Gospel Choir.
8. "Make Believe" - The Bumed.

### L'insostenibile leggerezza di Blair
1. "Midnighter" - The Champs.
2. "Full Moon Kiss" - Santina.
3. "The Sound" - Miles Benjamin Anthony Robinson.
4. "Rocking Horse" - The Dead Weather.
5. "Your Love Is A Drug" - Leighton Meester.
6. "Velvet" - The Big Pink.

### Il dottor Strambamore
1. "Two Weeks" - Grizzly Bear.
2. "Lost Faith" - Telegraph Canyon.
3. "Put Your Hands Up" - Two Hours Traffic.
4. "Dim The Lights" - The Phenomenal Hand Clap Band.
5. "No One Just Is" - Holly Miranda.
6. "Slang Tang" - Discovery.
7. "Been This Way Too Long" - Wait Think Fast.
8. "Sleep Tight" - Monsters are Waiting.
9. "Percussion Gun" - White Rabbits.

### Bentornato, papà
1. "Salvation" - Scanners.
2. "Animal" - Neon Trees.
3. "Forever Young" - Last Gang.
4. "Let's See It" - We Are Scientists.
5. "Audience" - Cold War Kids.

### Ex-mariti e mogli
1. "Paradise Circus (Gui Boratto Remix)"- Massive Attack.
2. "Zebra" - Beach House.
3. "Paradise Circus" - Massive Attack feat. Hope Sandoval.
4. "Mr. Workabee" - Priscilla Renea.

### Ultimo tango, poi Parigi
1. "Don't Think Twice" - Eastern Conference Champions Buy
2. "Teenage Lust" - Oliver North Boy Choir Buy
3. "The Funeral" - Serena Ryder & The Beauties Buy
4. "Under Pressure" - Crooked Fingers Buy
5. "You've Really Got a Hold on Me" - Thao Buy

## Quarta stagione

### Belle di giorno
1. Band of Skulls - "I Know What I Am"
2. Joyce Jonathan - "L'heure Avait Sonne"
3. Katy Perry - "Teenage Dream"
4. Jason Derulo - "The Sky's the Limit"
5. The Dead Weather - "I Can't Hear You"
6. Austine - "Dècalquèe"
7. Hannah Brown - "Get to Me"

### Doppia identità
1. Sia - "I'm In Here"
2. Tokyo Police Club - "Gone"
3. Goodbye Motel - "Last Flight Of The Bat"
4. Prototypes - "Je Ne Te Connais"
5. Black Rebel Motorcycle Club - "Beat The Devil's Tattoo"
6. Serge Gainsbourg - "Je T'aime... Moi Non Plus"
7. BoB - "Ghost in the Machine"

### La resa dei conti
1. New Young Pony Club - "Oh Cherie"
2. The Black Keys - "Tighten Up"
3. Hot Chip - "Keep Quiet"
4. Hot Chip - "One Life Stand"
5. Sorta - "Gone Away"
6. The Slow Patrol - "On The Run"
7. Miss Mercury - "One Night Only"

### Il tocco di Eva
1. "Afraid of Everyone" - The National
2. "All Talk" - Two Hours Traffic
3. "Lost A Girl" - New Young Pony Club
4. "No Ecstasy" - Miss Mercury
5. "Rill Rill" - Sleigh Bells
6. "Troubles I Can Do Without" - Francisco The Man

### Goodbye, Columbia
1. "Bambi" - Tokyo Police Club
2. "Found in a Magazine" - The Broken Remotes
3. "Jump in the Fire" - Mikey Jukebox
4. "Like a G6" - Far East Movement
5. "Never Get Enough" - Das Pop
6. "Power" - Kanye West
7. "You" - Buva

### La tregua
1. "Cutting Roat A New One" - Henry Mancini
2. "Je N'Suis Rien" - Benoit Mansion
3. "L'Amour De Matin" - Benoit Mansion
4. "Love The Way You Lie" - Eminem Feat. Rihanna
5. "None of Dem" - Robyn Feat. Royskopp
6. "Rebulu" - Jesus Alejenadro El Nino
7. "She's Long Gone" - The Black Keys
8. "That I Could See" - Francisco The Man
9. "World's End" - Shapes of Race Cars

### La guerra dei Roses
1. "Only Girl (In The World)" - Rihanna
2. "New Day" - Teenagers in Tokyo
3. "Stand By Your Man" - Tammy Wynette
4. "Hang With Me (Acoustic Version)" - Robyn
5. "Dancing On My Own" - Robyn

### Juliet non abita più qui
1. "As Far As I Can See" - The 88
2. "Blue Moon" - Kendal Johansson
3. "Down By The Water" - The Drums
4. "Kick You To The Curb" - Pony Up

### Le streghe di Bushwick
1. "An Old Photo of Your New Lover" - The One AM Radio
2. "Devils" - Say Hi
3. "Fast Enough" - Infernal Devices
4. "Hot Sahara" - Fans of Jimmy Century
5. "I Saw The Light" - Spoon
6. "Lightning" - Birds & Batteries
7. "Make Me Wanna Die" - The Pretty Reckless
8. "We Live Underground" - Lights On

### Angoscia
1. "Down Underground"	The Limiñanas
2. "Made For Us"	Mackintosh Braun
3. "Space Bound"	Eminem
4. "Through The Dark"	Alexi Murdoch
5. "Towards The Sun"	Alexi Murdoch

### Fuori città
1. "AM/FM Sound" - Matt & Kim
2. "Architect" - Twilight Sleep
3. "Coming Home (Feat. Skylar Grey)" - Diddy - Dirty money
4. "Crank That (Soulja Boy)" - Soulja Boy
5. "Just a Dream" - Nelly
6. "Oh, It's Christmas" - The Rosebuds
7. "State of Our Affairs" - Mt. Desolation

### I ragazzi stanno bene
1. "Bang Bang Bang" - Mark Ronson & The Business Intl.
2. "Elephants" - Warpaint
3. "For All Your Sins" - The Dig
4. "Ghosts" - The Hundred In The Hands

### Damien Darko
1. "Beat of My Own Song" -Meme
2. "Changes" - Stars
3. "Fire in Your New Shoes" - Kaskade feat Martina of Dragonette
4. "Let Go" - Everest
5. "Lions in Cages" - Wolf Gang
6. "Monokini" - Nous Non Plus

### Il nascondiglio segreto
1. "Celestica" - Crystal Castles
2. "Cosmic Love" - Florence + The Machine
3. "Not The Only One" - Quitzow
4. "Young Blood" - The Naked and Famous
5. "Yours" - Dan Black

### La serata di una "It-Girl"
1. "At Your Door" - Alexi Murdoch
2. "Beginner's Falafel" - Flying Lotus
3. "Meyrin Fields" - Broken Bells
4. "U + Me=" - Dan Black
5. "We Turn It Up" - Oh Land
6. "You" - Wages
7. "Transfiguration"- Henry Jackman

### Un amore tutto suo
1. "Sunshine (feat. MIA)" - Rye Rye
2. "he Phoenix Alive" - Monarchy
3. "The Thanks I Get" - Erik Hassle
4. "Tik Tok" - Kesha
5. "Wires" - Matt & Kim

### L'impero del figlio
1. "Blister In The Sun" - Nouvelle Vague
2. "Can't Stop Thinking" - Buva
3. "Catastrophe" - Nous Non Plus
4. "Don't Wait" - The Duke Spirit
5. "Humanised feat. Bajka" - Sola Rosa
6. "Les Sauvages" - Les Sans Culottes
7. "Somebody Else" - The Vaccines
8. "Where You're Coming From" - Matt & Kim

### I reali di oggi
1. "Del Ray" - Sola Rosa
2. "King Of Hush" - Sola Rosa
3. "Leave The City" - The Shapes
4. "Nuni's Theme" - The Mercies
5. "Prayer" - Electric Sunset
6. "Self Machine" - I Blame Coco
7. "The Deep End" - Hurricane Bells
8. "The Sun" - The Naked & Famous

### Meschinità in rosa
1. "Gold Into Lead" - Two Hours Traffic
2. "Hands" - Ting Tings
3. "Kiss Kiss Kiss" - Danica
4. "If You Wanna" - The Vaccines
5. "Safety Dance" - The Asteroids Galaxy Tour
6. "We Are Stars" - The Pierces
7. "White Nights" - Oh Land

### La principessa e il ranocchio
1. "Aeroplane" - Stella Project
2. "Cross" - Sam Jaffe
3. "Drown" - Les Bellas
4. "Fly" - Nicki Minaj feat. Rihanna
5. "Ladder Song" - Bright Eyes
6. "Lonely Key" - Michael Mazochi
7. "Wolf & I" - Oh Land

### Il vero colpevole
1. "Heart Is A Beating Drum" - The Kills
2. "Mon Amour" - Squeak E. Clean
3. "One in the World" - Tapes 'n Tapes
4. "Sensitive Kid" - Cold War Kids
5. "State of I" - Peanut Butter Lovesicle
6. "Youth Knows No Pain" - Lykke Li

### ...e vissero felici e contenti?
1. "All For A Woman" - The Airborne Toxic Event
2. "Changing" - The Airborne Toxic Event
3. "Cherry Tree" - The Duke Spirit
4. "In Safe Hands" - Badly Drawn Boy
5. "Perfection" - Oh Land
6. "Rolling in the Deep" - Adele
7. "Space + Time" - The Pierces
8. "The Great Unknown" - Figurines

## Quinta stagione

### Preparativi di nozze
1. "Bad Karma" - Ida Maria
2. "Circles" - The Exiles
3. "Headin' Inside" - Surf City
4. "Houdini" - Foster The People
5. "Kill Me" - Make The Girl Dance
6. "Lemon Peel" - Snowden
7. "My Pet Snakes" - Jenny & Johnny
8. "Saved"	- Becca Styles feat. Classic
9. "Shuffle A Dream" - Little Dragon
10. "The Free World AML" - The Uglysuit
11. "The Future Will Destroy You" - Viva Voce

### La bella e la festa
1. "A Little Bit of Me" - The Woodenelves
2. "Black Eyed Blues" - Peanut Butter Lovesicle
3. "Check The Score" - The World Record
4. "Cocknbullkid" - Cocknbullkid
5. "I Am Better Than You" - Hotpipes
6. "Looking Down" - All Wrong And The Plans Change
7. "Pumped Up Kicks" - Foster the People
8. "Safe On The Outside" - Telegraph Canyon
9. "Without You" - Rainbow Arabia

### Chi è il padre?
1. "Hello" - Martin Solveig and Dragonette
2. "#1 (RAC Remix)" - Madison
3. "Play My Way" - Maya Von Doll
4. "Pigeons" - The Hundred In The Hands
5. "Your Crying Game" - Fans Of Jimmy Century
6. "Movin' Away" - My Morning Jacket

### Libro a sorpresa
1. "Quite Nice People" - Ida Maria
2. "Ghost In Your Bed" - My Gold Mask
3. "Jacksons Morning Brush" - Carlin Music
4. "Don't Wait" - The Duke Spirit
5. "Embrace" - Chase & Status

### Ho bisogno di aiuto
1. "Another One Down" - Asher Roth
2. "Nothin' Gonna Be Undone" - Rainbow Arabia
3. "Bumper" - Cults
4. "Trials Of The Past" - SBTKRT

### Sono il numero nove
1. "Go Outside" - Cults
2. "True Love" - Friendly Fires
3. "Violet Eyes" - My Gold Mask
4. "On We Go" - The Uglysuit
5. "Titanium" - David Guetta ft Sia.
6. "Video Games" - Lana Del Rey

### Sleep No More
1. "Some Boys" - Dom ft Emma Hendry
2. "Black Hills" - Gardens and Villa
3. "Shells Of Silver" - The Japanese Popstars
4. "Haunted Heart" - Little Hurricane

### Festa di matrimonio
1. "Up Up Up" - Givers
2. "Swell Window" - Zee Avi
3. "The Bad In Each Other" - Feist
4. "Two Cousins" - Slow Club
5. "Somebody That I Used to Know" - Gotye ft Kimbra

### Ricatti e segreti
1. "Breakin' The Chains Of Love" - Fitz andThe Tantrums
2. "Simple Desire" - All Mankind
3. "You Could Have It All" - CSS
4. "Ladies Night" - Kool and The Gang
5. "Le Freak" - Chic
6. "The Twilight Hour" - Still Corners
7. "I Feel Love" - Donna Summer

### L'amore vero
1. "Young Free Rough" - Lover Lover
2. "Arsonist Blues" - Patrick Joseph
3. "Mirage" - Ladytron
4. "Ace of Hz" - Ladytron
5. "You Could Never Be Mine" - JoAnna James
6. "Heartlines" - Florence and The Machine
7. "Anemone" - The Joy Formidable

### Fine di una storia?
1. "Coming Down" - Dum Dum Girls
2. "Concrete Wall" - Zee Avi
3. "Willing And Able" - Helene Smith
4. "Outro" - M83
5. "All Up In The Air" - My Gold Mask
6. "Break The Spell" - All Mankind
7. "The End Of The Affair (instrumental)" - Michael Nyman Orchestra
8. "Wicked Game" - James Vincent McMorrow

### Il padre e la sposa
1. "Cradle (Fang Island Remix)" - The Joy Formidable
2. "Sexy And I Know It" - LMFAO
3. "Party Rock Anthem" - LMFAO
4. "This Road Is Long" - The Lost Patrol
5. "Brains" - Hollywood Holt
6. "Bells" - The Naked and Famous

### G.G
1. "Diamonds Are A Girl's Best Friend" - Marilyn Monroe
2. "Young Folks" - The Kooks
3. "Rondo In C Major, Op. 51" - Beethoven
4. "Slow" - Grouplove
5. "Never Tear Us Apart" - Vitamin String Quartet
6. "We Belong" - Vitamin String Quartet
7. "Suego Faults" - Wolf Gang

### Luna di fiele
1. "Like A Virgin" - Madonna
2. "New York City" - In Waves
3. "Soldier Song" - The Temporary Thing
4. "Wait" - M83
5. "Try" - JoAnna James
6. "Future This" - Big Pink

### Cuori infranti
1. "The One You Say Goodnight To" - Kina Grannis
2. "Cruel" - St Vincent
3. "I Got It From My Mama" - will.i.am
4. "Cleaning House" - Free Blood
5. "Cheerleader" - St Vincent
6. "Baby Says" - The Kills

### Cross Rhodes
1. Little Comets - "Dancing Song"
2. Feist - Graveyard
3. Jet Horns - Oscar Enzina

### La dote della principessa
1. Joanie Madden - Boat to Bofin
2. The Cranberries - Dreams
3. Black 47 - Izzy's Irish Rose
4. Among Savages - New York City
5. Black 47 - New York, NY 10009
6. Charlotte Gainsbourg - Paradisco
7. The Pogues - Sally Maclennane
8. Wye Oak - Strangers
9. Joanie Madden - The Cat's Meow

### Serata di beneficenza
1. Mr. Little Jeans - Angel (RAC Remix)
2. Dr. Dog - Control Yourself
3. Veronica Falls - Misery
4. Boy In A Box - Moon Comes Up
5. The Wind - Some Place
6. In Waves - Stars
7. In Waves - This City

### Una nuova It Girl
1. Hustle Roses - Alive
2. M.I.A. - Bad Girls
3. The Big Pink - Hit The Ground (Superman)
4. Class Actress	- Keep You
5. The Lighthouse and The Whaler	- Pioneers
6. Charlotte Gainsbourg - Terrible Angels

### La vera madre
1. The Broken Remotes - How Deep Is Your Underground?
2. Lemon Sun - Into The Outerspace
3. Ball Park Music - It's Nice to Be Alive
4. The Uglysuit - Pen and Self
5. Frankie & The Heartstrings - Possibilities
6. The Pass - Trap of Mirrors
7. Foxes	- Youth

### Cattivissima B
1. F.I.R. - A la Prochaine
2. Magic Wands - Black Magic
3. Anya Marina - Body Knows Best
4. Sleigh Bells - End Of The Line
5. Foxes	- Home
6. Paulie Pesh - Nothing Happened

### I predatori dell'arte perduta
1. Strange Kind Of Love - LEAGUE
2. Party It Up - In Waves
3. Spit You Out - Lissy Trullie
4. Valentine - The Big Sleep
5. Alone Or With Friends - Tribes

### I fuggitivi
1. Love Is A Fire - Courrier
2. Halfway Home - Tribes
3. Round And Round - Imagine Dragons

### Il ritorno dell'anello
1. Bombs - Golden State
2. Misery Train - Conduits
3. Give It Back - The Ting Tings
4. Get Alone - The Broken Remotes
5. Hurricane - MS MR
6. Space - Magic Wands
7. In Your Nature (David Lynch Remix) - Zola Jesus
8. We Are Young - Fun

## Sesta stagione

### Cercasi Serena disperatamente
1. Hang It Up - The Ting Tings
2. Gone Gone Gone - Ladyhawke
3. Angels - The XX
4. Dance - Rebecca and Fiona

### Alta infedeltà
1. Girl Like Me - Ladyhawke
2. Who - David Byrne and St. Vincent
3. Champion Sound - Crystal Fighters
4. Seasons - Charli XCX

### La sfilata dello scandalo
1. We Are Girls - by Rebecca & Fiona.
2. Let Go - The Japanese Popstars.
3. U.B.C.L. - MNDR.
4. We are so alive tonight - Wild Future
5. I Go Away - MNDR.
6. The Riot's Gone - Santigold.

### Il ritratto di Lady Alexander
Paper and Gun - The Cold and Lovely
1. I Can Go - White Arrows
2. Pick & Choose - StepDad
3. Warrior (Jungles, Pt. 2) - StepDad
4. We Are So Alive Tonight - Wild Future

### Il ballo delle debuttanti
1. Stay - MNDR
2. Super Rich Kids - Frank Ocean
3. Lost - Frank Ocean
4. Pyramids - Frank Ocean
5. Sweet Life - Frank Ocean
6. Thinkin Bout You - Frank Ocean

### Il paese delle creature selvagge
1. Vivid - Lemonade
2. Trophy Kids - My Fiction
3. Shanghai Surprise - My Fiction
4. Knives & Bombs - My Fiction
5. Deals - All Wrong and the Plans Change
6. Flutes - Hot Chip
7. Be Gone - Tara Simmons
8. Stay - MNDR
9. So Electric - Wild Future
10. Little Birds - White Arrows

### L'ultima occasione
1. Humanimal - Fire In The Hamptons
2. Red Lips - Sky Ferreira
3. Oh My! (feat. B.o.B) - Haley Reinhart
4. Pretenders - Antennas Up
5. Famous - Katy Tiz
6. Dancing Alone - DIRTY RADIO
7. Get Wild - Niki Watkins
8. Heart Killer - Gossling
9. Kill for Love - Chromatics

### È davvero complicato
1. Tunnels - The Hundred In the Hands
2. For You - Wolf Rider
3. Pomelos - Mechanical River
4. Silent Machine - Cat Power
5. The Hundred In The Hands - Keep It Low

### Non salire su quell'aereo!
1. Hanging On (Edit) - Ellie Goulding
2. Are Lovers (Edit) - Minnaars
3. Buccaneer Mastery - I Am In Love
4. Busy Hands - Minnaars
5. Mutiny - Married to the Sea
6. Just a Thought - Lady Mary

### New York, I Love You XOXO
1. Kill Me - The Pretty Reckless
2. It's Time - Imagine Dragons
3. Body of Work - The Mynabirds
4. You've Got the Love - Florence + the Machine
5. Bonnie & Clyde - Great Northern
6. Pon de Replay - Rihanna
7. Road to Nowhere - Release The Sunbird
8. It's Nice To Be Alive - Ball Park Music
9. We are young - Fun.